# Automotrice
Ne doit pas être confondu avec Rame automotrice ou Automotrice tractrice.

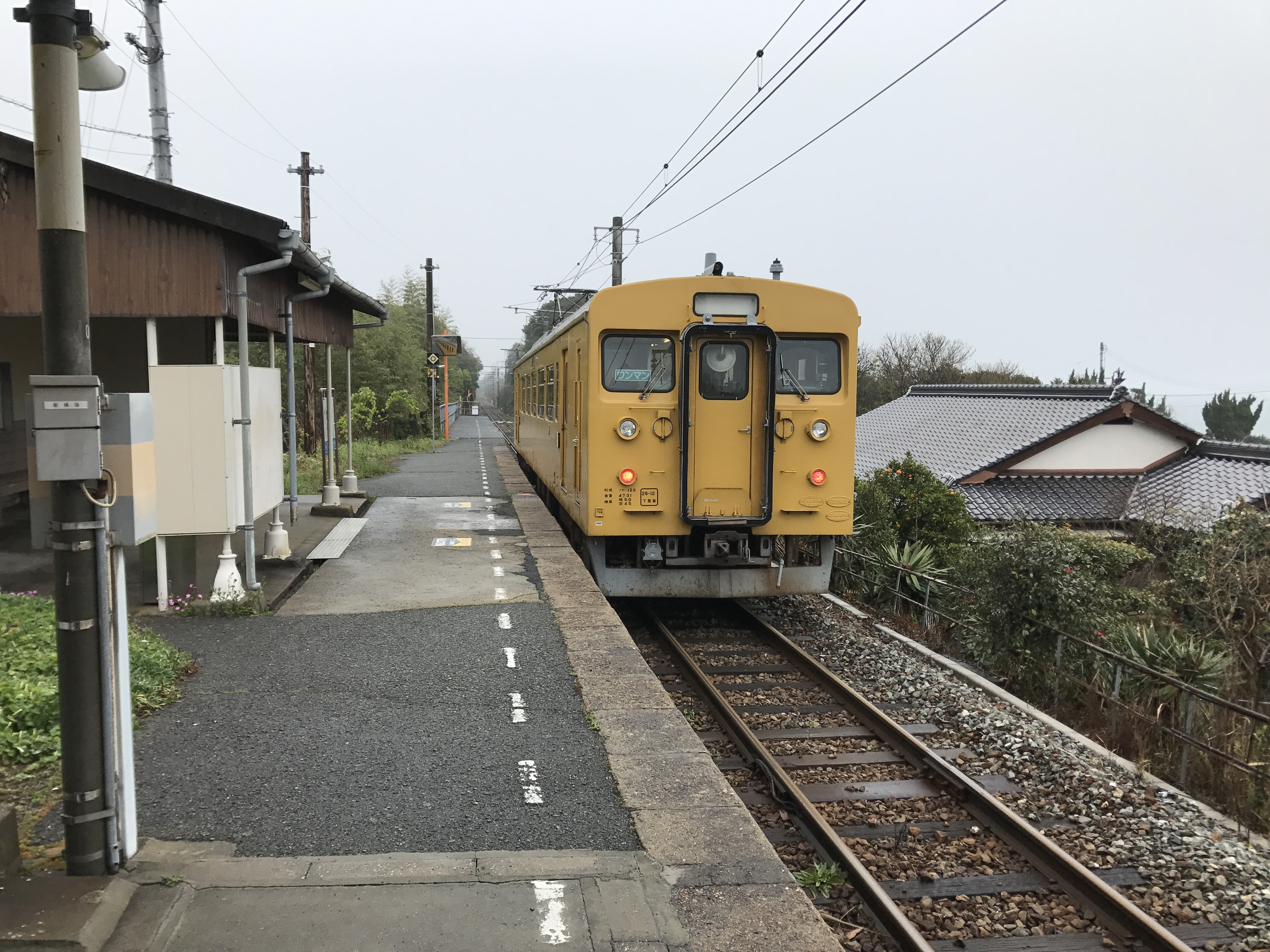
Automotrice série 123 à Tokiwa.

Une automotrice est un véhicule ferroviaire conçu pour transporter des passagers ou plus rarement de la marchandise et qui assure sa propre propulsion,.

## Description

### Définition
Dans certains cas elle produit son énergie nécessaire à sa propulsion. Elle est généralement bidirectionnelle et peut ne comporter qu'une seule caisse (automotrice simple) ou plusieurs qui forment ensemble une rame indéformable appelée rame automotrice. Il existe divers types de motorisations : électrique avec alimentation externe (par caténaire, troisième rail...) ; électrique sur batteries ; à air comprimé ; à pile à combustible ; thermique, aussi appelé autorail, comportant un moteur à combustion interne (MCI) ; à vapeur ; à vapeur sans foyer.
Dans l'usage courant actuel, le terme automotrice est souvent réservé aux véhicules à traction électrique avec alimentation externe bien qu'il ne leur est pas exclusif. Le terme autorail est quant à lui utilisé pour les véhicules thermiques.

### Appellations des compagnies de chemin de fer
Les différentes compagnies de chemin de fer emploient des termes particuliers pour désigner les rames automotrices : à la Société nationale des chemins de fer français (SNCF), sont appelées automotrices, les automotrices électriques aménagées pour le transport de voyageurs ne comportant qu'une seule caisse et apte à tracter, selon le cas, une ou plusieurs remorques spécialisées ou non, ou des véhicules du parc ordinaire. Les rames automotrices sont appelées éléments automoteurs ; à la Société nationale des chemins de fer belges (SNCB), sont appelées automotrices, les automotrices électriques aménagées pour le transport de voyageurs, quel que soit le nombre de caisses. De même que, par extension, les engins transformés pour les besoins de la poste qui sont également qualifiées d'automotrices (postales). Les engins autonomes (moteur thermique) sont appelés autorails, quel que soit le nombre de caisses également. Ce terme est en vigueur depuis l'apparition des automotrices électriques en 1935. Auparavant, le terme automotrice désignait les quelques engins à moteur thermique (diesel ou vapeur) déjà disponibles. Ceci concerne les engins destinés au transport de personnes mais également les engins assurant des missions de maintenance (autorail d'entretien des caténaires, autorail de mesure...) qui disposent d'un compartiment pour le personnel (les engins automoteurs de dressage de la voie par exemple ne sont pas qualifiés d'autorail). Historiquement, les petits engins automoteurs d'inspection de la voie étaient qualifiés de draisine.